# ロードホースクラブ
株式会社ロードホースクラブ（Lord Horse Club Co. Ltd.）は、日本中央競馬会に馬主登録をしているクラブ法人である。愛馬会法人「ロードサラブレッドオーナーズ」より匿名組合契約に基づく競走馬の現物出資を受けて、中央競馬などの競走に出走させている。
勝負服の柄は白、青一本輪、青袖、冠名には牡馬に限り「ロード」を用いる。牝馬には2008年産まで「レディ」（Lady）が使用されていたが、現在は特に付けられない。

## 主な所有馬
太字はGI競走

### 現役馬
- アルジーヌ - ターコイズステークス、クイーンステークス
- ロードデルレイ - 日経新春杯
- ロードフォンス - かきつばた記念

### 引退馬
- ロードカナロア - スプリンターズステークス2回、香港スプリント2回、高松宮記念、安田記念、京阪杯、シルクロードステークス、阪急杯
- レディアルバローザ - 中山牝馬ステークス2回
- レディパステル - 優駿牝馬、中山牝馬ステークス、府中牝馬ステークス
- レディバラード - クイーン賞、TCK女王盃
- ロードアトラス - 京都ハイジャンプ
- ロードアックス - ラジオたんぱ杯3歳ステークス
- ロードクロノス - 中京記念
- ロードプラチナム - 函館記念
- ロードプリヴェイル - 京都ハイジャンプ、小倉サマージャンプ、阪神ジャンプステークス
- キャトルフィーユ - クイーンステークス[1]
- エンジェルフェイス - フラワーカップ[2][3]
- ロードクエスト - 新潟2歳ステークス[4]、京成杯オータムハンデキャップ、スワンステークス
- ロードマイウェイ - チャレンジカップ
- ロードゴラッソ - シリウスステークス、名古屋大賞典（地方転出後の馬主名義は中村伊三美）
- ロードブレス - 日本テレビ盃

## ロードサラブレッドオーナーズ（愛馬会法人）
代表者は中村祐子。